# SN 2006pf
SN 2006pf – supernowa typu Ia odkryta 9 listopada 2006 roku w galaktyce A014145-0011. W momencie odkrycia miała maksymalną jasność 22,50m.